# Калимерис
Калимерис (лат. Kalimeris) — род растений семейства Астровые (Asteraceae).

## Описание
В высоту они могут достигать 1–1,5 м. Листва травянистая. Сине-зелёные листья различаются в зависимости от вида и имеют гладкую текстуру. Они могут быть длинными и узкими, круглыми с крупными зубцами или лопастными. Цветочные головки одиночные или собраны в облиственные соцветия с плоской верхушкой. Трубчатые цветки жёлтые, обёртка — белая, розовая или лиловая.
Базовое число хромосом х = 9. Ближайшими родственниками этого рода являются азиатские представители Aster и Heteropappus.

## Распространение
Этот род встречается в основном в Восточной Азии (Китай, Корея и Япония), но также натурализован на Гавайях.

## Таксономия
Впервые он был описан в 1825 году французским ботаником Александром Анри Габриэлем де Кассини (1781–1832).

### Виды[4][5]
- Kalimeris altaica (Willd.) Nees ex Fisch., C.A.Mey. & Avé-Lall. ≡ Heteropappus altaicus (Willd.) Novopokr.
- Kalimeris associata (Kitag.) Kitag. ≡ Aster mongolicus Franch.
- Kalimeris ciliosa Turcz. ≡ Heteropappus ciliosus (Turcz.) Y.Ling
- Kalimeris coronata Sch.Bip. ≡ Heteropappus altaicus (Willd.) Novopokr.
- Kalimeris flexuosus Royle ex DC.
- Kalimeris hispida Lindl. ex DC., 1836
- Kalimeris incisa (Fisch.) DC. — Калимерис надрезанный
- Kalimeris indica (L.) Sch.Bip.
- Kalimeris integrifolia Turcz. ex DC. — Калимерис цельнолистный
- Kalimeris lancifolia J.Q.Fu ≡ Kalimeris indica subsp. indica
- Kalimeris lautureana (Debeaux) Kitam. ≡ Aster lautureanus (Debeaux) Franch.
- Kalimeris longipetiolata (C.C.Chang) Y.Ling ≡ Cordiofontis longipetiolatus (C.C.Chang) G.L.Nesom
- Kalimeris mongolica — Калимерис монгольский
- Kalimeris pinnatifida (Maxim.) Kitam. — Калимерис перисторассеченный
- Kalimeris procera (Hemsl.) S.Y.Hu ≡ Aster procerus Hemsl.
- Kalimeris shimadae (Kitam.) Kitam. ≡ Aster shimadae (Kitam.) Nemoto
- Kalimeris smithiana (Hand.-Mazz.) S.Y.Hu ≡ Aster smithianus Hand.-Mazz.
- Kalimeris tatarica Lindl. ex DC. ≡ Heteropappus biennis (Ledeb.) Tamamsch. ex Grubov
- Kalimeris yomena (Kitam.) Kitam. — Калимерис Юмена

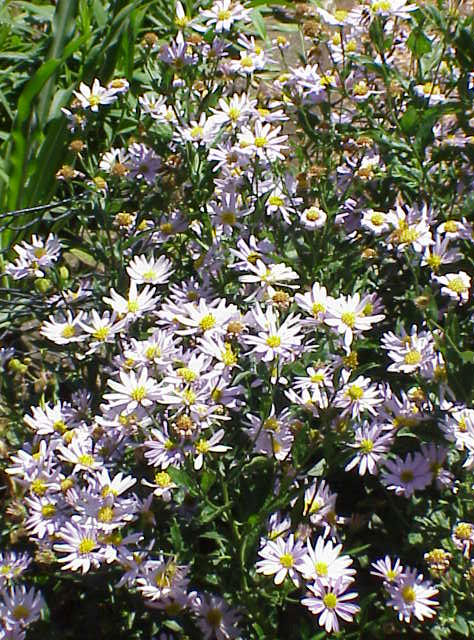
Kalimeris incisa
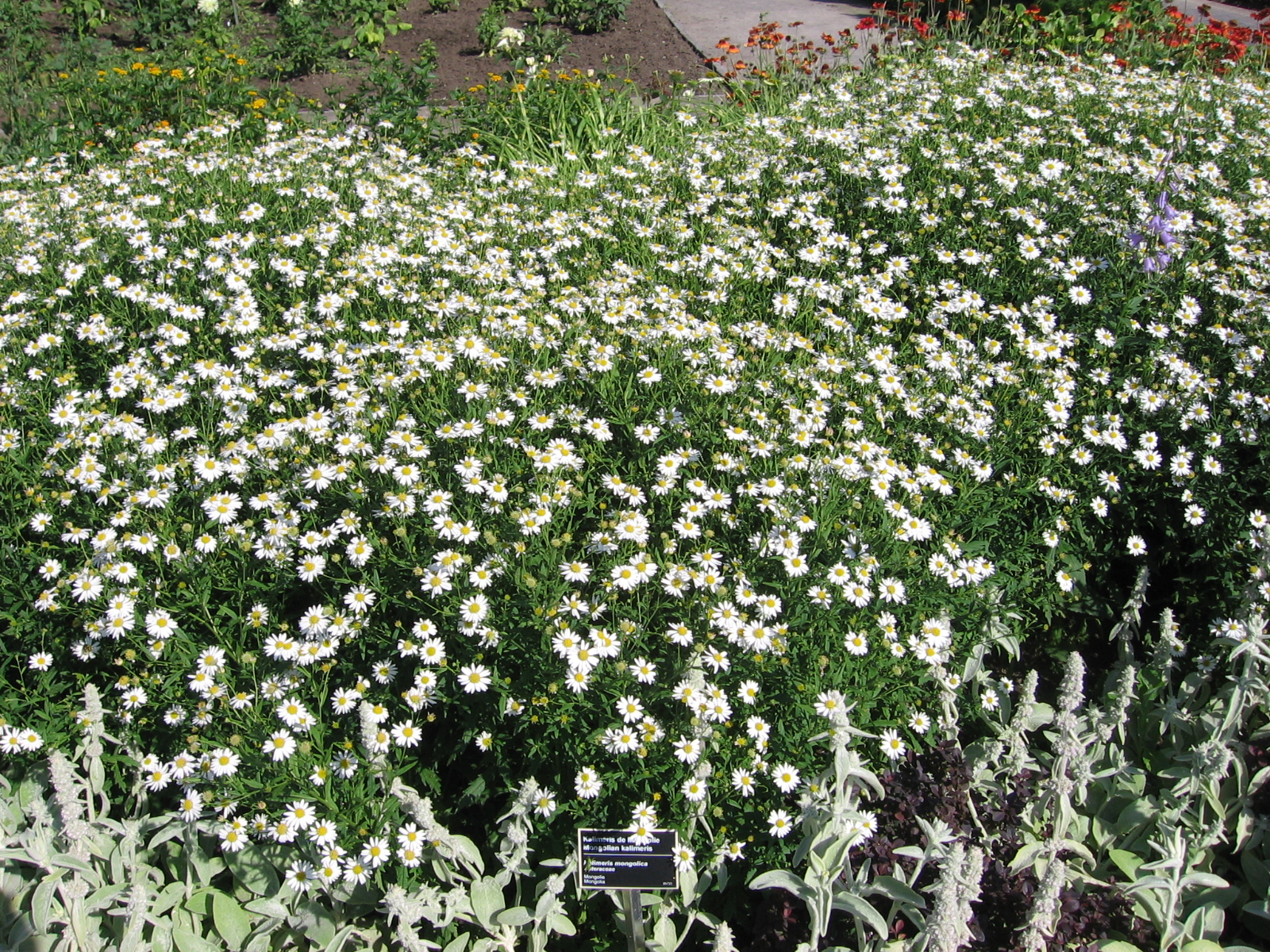
Kalimeris mongolica